# Duke Keats
Gordon Blanchard "Duke" Keats (ur. 21 marca 1895 r. w Montrealu, zm. 16 stycznia 1972 r.) – zawodowy kanadyjski hokeista, który grał na pozycji centra. Grał w lidze NHL w klubach: Chicago Blackhawks, Boston Bruins i Detroit Cougars oraz w lidze Pacific Coast Hockey Association w klubie Edmonton Eskimos oraz w National Hockey Association w zespole Toronto Blue Shirts. W sezonie NHL (1926/1927) trenował w 11 meczach zespół Detroit Cougars (obecnie Detroit Red Wings). Od 1958 członek Hockey Hall of Fame.